# Огарков, Василий Васильевич
Василий Васильевич Огарков (1856, Усмань, Тамбовская губерния — 1 октября 1918, там же) — русский писатель, поэт, литературный критик, горный инженер, делопроизводитель, действительный статский советник. Брат жены писателя А. И. Эртеля.

## Биография

Слева на право: сестра Огарковой В. Н., Огарков В. Ф., Огарков В. В., наверху — Огаркова Е. В., Огаркова Н. В.

Родился в г. Усмань, в купеческой семье. Дед — Федор Михайлович Огарков (1794—1871), купец второй гильдии.
Построил тюремный замок (1834) и сдавал его правительству города в аренду, в 1861 г. устроил при тюрьме Федоровскую домовую церковь (в честь Святого Феодора Стратилата). Бабушка — игуменья Покровского девичьего монастыря, Зинаида Огаркова (1813—1888, погребена на кладбище при монастыре). Отец — Огарков Василий Федорович (1830—1910), купец второй гильдии (торговал кожей). Имел небольшой кожевенный завод (около 30 рабочих), впоследствии Усманский кожевенный завод «Энергия» исполнительного комитета Усманского уездного Совета РК и КД образованный в [1916-1917 гг.] (в его состав вошли бывшие заводы Файнберга Д. Х. и наследников Огаркова В. Ф.). С 1894 г. при кожевенном заводе некоторое время существовала школа, где преподавала К. В. Огаркова, дочь владельца завода. Школа была под бдительным надзором полиции, вскоре закрывшей её. С 1865 г. В. Ф. Огарков входил в товарищество Городского Общественного (майора Н. Н. Снежкова) Банка. Почетный мировой судья Усманского уездного съезда мировых судей. Член Уездной земской управы.
Мать — Винокурова Аграфена (Агрипина) Алексеевна (?-1924). Заведовала детским приютом (1914—1916). Кроме Василия в семье Огарковых было ещё три сына (Александр, Фёдор и Павел) и три дочери (Наталия, Мария и Клавдия).
Начальное образование он получил в Усманском уездном училище. Входил в кружок И. В. Федотова — купца, мецената, книгочея-библиофила, основателя Усманской публичной библиотеки. По конкурсу поступил в Санкт-Петербургский Горный институт. В ноябре 1877 г. В. В. Огарков жил в Петербурге на квартире студента А. Шуппе, где жили Н. Мурашкинцев, А. Коршунов (бывшие студенты Горного ин-та) и другие. Был арестован (по агентурным сведениям, сотрудничал в «Земле и Воле»), заподозрен в политической неблагонадежности.

Получил диплом Горного инженера — год выпуска 1881, класс чина 10. C 1882 состоял по ГГУ (ГГУ — Главное горное управление) с откомандированием в распоряжение Департамента железных дорог, для технических занятий (коллежский секретарь).

Огарков В. В. со старшей дочерью Огарковой Е. В. (женой барона Остен-Сакена).

Несколько лет работал в Петербурге, затем на Урале и в Сибири. Служил делопроизводителем Земельно-заводского отдела Кабинета Его Императорского Величества. Занимался делами Кабинетских (царских) горных округов (Нерчинским и Алтайским).
Титулярный советник (1888). Коллежский асессор (1889). Надворный советник (1894). Коллежский советник (1896). Статский советник (1901). Действительный статский советник (чин V класса, 1905).
Усманский землевладелец (в одной версте от с. Большая Плавица располагались 200 десятин его земли).
В. В. Огарков был владельцем небольшой частной библиотеки в Петербурге — «Ивановъ», по адресу Невский пр., д.66.
Он близко знал Д. Н. Мамина-Сибиряка. Был знаком и общался со многими другими известными литераторами. Семья Огарковых дружила с А. И. Шингаревым, (земским, общественным, политическим деятелем) и его родственниками.
Умер 1 октября 1918 года. Похоронен в г. Усмани.

### Семья
- Жена — Вера Николаевна, практикующий врач.
- Дочери:
  - перворождённая дочь умерла в раннем детстве
  - Екатерина — Остен-Сакен (урожд. Огаркова) (1888— 1940 г ?). Окончила юридическое отделение Петербургских высших женских курсов (Бестужевских) в 1910 году. Была замужем за бароном Норбертом Гвидовичем (Августовичем) Остен-Сакеном (1888 Митава, Курляндской губ. - 1920 Томск), управляющим Центральным рудником Мариинских золотых приисков в Томской губернии. Арестована вместе с мужем 1 января 1920 года в Томске. Муж расстрелян в августе 1920 года, Екатерина Васильевна приговорена к двум годам заключения в концлагерь. По нашим сведениям покончила с собой после революции в аресте с уголовными женщинами, а не эмигрировала.
  - Наталья — Бевад (урожд. Огаркова), (1888, С-Петербург — 26.01.1975, Мюнхен) — юрист по образованию окончила Юридический факультет Высших женских курсов (Бестужевских) в 1910 году. Муж Бевад Иван Владимирович (02.07.1886, С-Петербург — 23.01.1953, Прага) — морской инженер. Во ВСЮР и Русской Армии до эвакуации Крыма. Служил во французском Иностранном легионе (? проверить), директор кораблестроительной Ф-мы "Оцеаника" на Канарских островах (1922-1924), затем в эмиграции в Чехословакии, инженер-судостроитель в ф-ме Шкода. Дети Н.В.Бевад :
    - Николай (09.08.1915, г. Николаев — 11.03.1969, Франкфурт). В эмиграции руководитель НТС.
    - Сергей (1917, г. Николаев — 1944 г. Проскуров (ныне город Хмельницк, Украина)). Закончил в Праге русскую гимназию, затем Пражский университет (диплом инженера). Летом 1943 г. вступил в Русские Казачьи части Казачьего Стана в составе немецких вооруженных сил на юге СССР. В чине сотника служил адъютантом-переводчиком в Штабе Походного атамана Войска Донского С. В. Павлова.
    - Марина (1930 Львов, Польша - 2017 Прага, Чехия) — вышла замуж в 1948 г. за болгарского инженера Владимира Неделчева (1924 Бургас, Болгария - 2014 София, Болгария), с 1930 г. проживала в Чехословакии вместе с родителями. Эмигрировала с мужем в 1969 г. в ГФР.

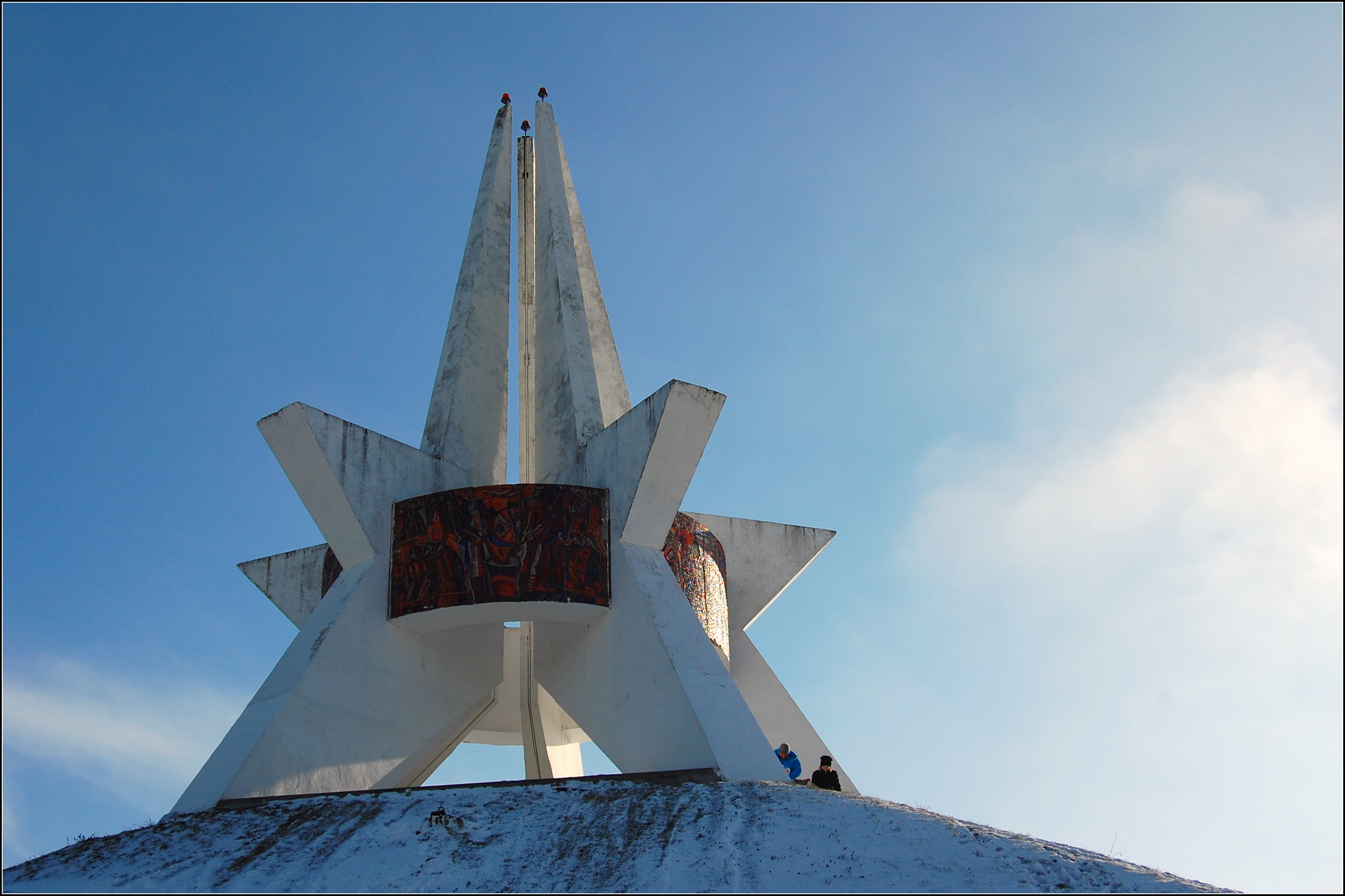
К свету. [Рассказы] для старшего возраста. — : т-во И. Д. Сытина, 1914.

## Творчество
Муж его сестры, писатель А. И. Эртель, печатался, имея в Петербурге литературные связи и, вполне возможно, способствовал литературным наклонностям своего родственника. Огарков В. В. писал стихи и начал писать рассказы, печатался в журнале «Детское чтение», «Русская мысль», «Русское богатство». Помещал свои стихи в «Будильнике», «Стрекозе», детских журналах, подписывая их ироническими псевдонимами «Мал. Свифт», «Анчар», «Дон Фердинандо», а иногда — криптонимами «Огар. В.» и «Ог-в, В.» (поэтому некоторые стихи Огаркова ошибочно приписывали Н. П. Огареву). В 1884 году цензура не пропустила его повесть «В царстве народа» о подневольном труде подростков. В 1914 году был издан объёмный сборник рассказов В. В. Огаркова для детей старшего возраста «К свету».
Автор семи биографий государственных деятелей и литераторов для серии «Жизнь замечательных людей» издателя Ф. Павленкова: биографии Дашковой, Воронцовых, Демидовых, Потёмкина, Фонвизина, Кольцова и Жуковского. Последнее прижизненное издание датировалось 1915 годом.

### Избранная библиография
Источник — электронные каталоги РНБ Архивная копия от 8 октября 2014 на Wayback Machine
- А. В. Кольцов, его жизнь и литературная деятельность. / Биогр. очерк В. В. Огаркова. С портр. Кольцова и алфавитным указателем его стихотворений, положенных на музыку. — СПб.: тип. Т-ва «Общественная польза», 1891. — 96 с. — (Жизнь замечательных людей. Биограф. библиотека Ф. Павленкова).
- В. А. Жуковский, его жизнь и литературная деятельность. / Биогр. очерк В. В. Огаркова. С портр. В. А. Жуковского. — СПб.: тип. т-ва «Общественная польза», 1894. — 80 с. — (Жизнь замечательных людей. Биограф. библиотека Ф. Павленкова).
- Воронцовы, их жизнь и деятельность. / Биогр. очерк В. В. Огаркова. С портр. Князя М. С. Воронцова. — СПб.: тип. т-ва «Общественная польза», 1892. — 95 с. — (Жизнь замечательных людей. Биограф. библиотека Ф. Павленкова).
- Г. А. Потемкин, его жизнь и общественная деятельность. / Биогр. очерк В. В. Огаркова. С портр. Потемкина. — СПб.: тип. Ю. Н. Эрлих, 1892. — 80 с. — (Жизнь замечательных людей. Биограф. библиотека Ф. Павленкова).
- Демидовы, их жизнь и деятельность. / Биогр. очерк В. В. Огаркова. С портр. Акинфия Демидова. — СПб.: тип газ. «Новости», 1891. — 95 с. — (Жизнь замечательных людей. Биограф. библиотека Ф. Павленкова).
- Е. Р. Дашкова, её жизнь и общественная деятельность. / Биогр. очерк В. В. Огаркова. — СПб., 1893. — 78 с. — (Жизнь замечательных людей. Биограф. библиотека Ф. Павленкова).
- Денис Фонвизин. Его жизнь и литературная деятельность. / Очерк В. В. Огаркова. — (Жизнь замечательных людей. Биограф. библиотека Ф. Павленкова).
- Огарков В. В. Жемчужина Востока: Христиан. легенда / [Соч.] В. В. Огаркова. — СПб.: изд. М. К. Клюкин, 1891. — 32 с.
- К свету. [Рассказы] для старшего возраста. — М.: т-во И. Д. Сытина, 1914. — 324 с. с илл.
- Сеятель: Сб. рассказов и стихотворений для детей Архивная копия от 2 декабря 2014 на Wayback Machine / Под ред. П. Засодимского. — СПб.: тип. Ю. Н. Эрлих, 1886., 148 с.

## Награды
- орден Святого Станислава 2-й и 3-й степени (1893—1897 гг.)
- орден Святого Владимира 4-й степени (1908)
- австрийский командорский крест Франца Иосифа (1897).

## Адреса
- в Москве — Крутицкое подворье (двор с деревянным строением Статского советника Огаркова — собственный дом)
- в Санкт-Петербурге — Шпалерная, 34.